# Будни и праздники Серафимы Глюкиной
«Будни и праздники Серафимы Глюкиной» — художественный фильм режиссёра Ростислава Горяева.

## Сюжет
Серафима Глюкина — добрая, интеллигентная и очень гордая женщина. Её отец подарил городу ценнейшую коллекцию музыкальных инструментов, а она ютится в коммунальной квартире. И в тот момент, когда героиня меньше всего этого ждала, к ней приходит настоящая любовь.

## В ролях
- Алиса Фрейндлих — Серафима Глюкина
- Николай Ерёменко-мл. — Алексей Воронков, хоккеист
- Вацлав Дворжецкий — Юрий Иванович, сосед
- Владимир Осипчук — Максим, корреспондент радио
- Валентина Панина — Ирина Фёдоровна, заведующая выставкой
- Борис Мурашкин — Андрей Валентинович Локтев, бард
- Валерий Веселов — Сергей
- Наталья Фоменко — Варвара, врач скорой помощи
- Нина Ургант — Мария Григорьевна
- Светлана Селезнёва — Оля (озвучивает Наталья Гурзо)
- Николай Алексеев — тренер
- Всеволод Ларионов — Виктор Юрьевич, сын Юрия Ивановича
- Георгий Тейх — Яков Михайлович, настройщик
- Ольга Волкова — Эльвира Павловна, контрабасистка
- Виктор Смирнов — Стас, швейцар в ресторане
- Наталья Лапина — Рита, соседка
- Пётр Семак — Володя, муж Риты
- Маргарита Середа — Таня Воронкова, жена Алексея
- Татьяна Журавлёва — тётя Зоя, вахтёрша
- Александр Завьялов — дознаватель ГАИ
- Сергей Власов — хоккейный болельщик

## Съёмочная группа
- Автор сценария: Александр Гетман
- Режиссёр-постановщик: Ростислав Горяев
- Оператор-постановщик: Владимир Макеранец
- Художник-постановщик: Михаил Розенштейн
- Композитор: Андрей Петров

В фильме снимался джазовый коллектив Давида Голощекина.